# Битка при Босненските планини
Битката при Босненските планини се провежда между армиите на българския цар Симеон I и хърватския крал Томислав. Боят се води в планинския район на Източна Босна близо до реките Босна и Дрина, което е гранична зона между Хърватското кралство и Българската държава.
Основната информация за битката предоставя византийският император Константин VII в своя труд За управлението на империята и от колекция запазени исторически писания, наречени Теофан Продължител.
Целта на Симеон е да победи Византийската империя и да завладее Константинопол. За да постигне това, той превзема източните и централните части на Балканите няколко пъти, окупира Сръбското княжество и накрая напада Хърватия. Според някои историци, Византия настройва Хърватия срещу Симеон, за да се отклони вниманието му от Константинопол. Резултатът от битката е хърватска победа.

## Причини за войната
Симеон започва подготовка за своята коронация през лятото на 926 г. Внезапно решава да води война срещу Хърватското кралство.
Причината е, че Томислав приема и защитава сърбите, които са изгонени от Симеон от княжеска Сърбия. По всяка вероятност, обаче, главната причина е, че Симеон, ако бъде коронясан от папския легат, се страхува от нападение на византийския император, подкрепено от Томислав. Император Роман Лакапин печели приятелството на Томислав, признавайки го за княз. Няколко години преди това му дава византийска Далмация и го признава за княз (Папа Йоан X го признава през 925 г.). През лятото на 926 Томислав изпраща войските си, за да прогонят сарацините от град Сипонт, който принадлежи на византийската провинция Лангобардия. Това събитие е достатъчно доказателство за Симеон, че хърватите ще вземат страната на византийския император и че ще го подкрепят активно и за в бъдеще. По тази причина, следващата пролет Симеон изпраща голяма армия срещу хърватите, която е посрещната от армията на Томислав в планинския регион на Източна Босна на 27 май 927 г.

## Битката
Според византийският историк Константин Багренородни, крал Томислав води армия от 160 000 души (60 000 конница и 100 000 пехота плюс 180 бойни кораба), а силата на армията на Симеон е неизвестна, но може би около 30 000 – 70 000 души. За предводителя на българите е известно само, че е носил титлата алогоботур.
Според исторически източници, хърватските сили под ръководството на княза си напълно унищожават българската армия. Ключа към триумфа на Томислав е вероятно избора на терен, на който битката се провежда: хърватските войници са по-умели в битка на планинския терен на Босненските планини. Големите военни умения на хърватския крал и на неговата конница също може би са решаващ фактор за загубата на българите.

## Последици
Симеон претърпява поражение, но не губи голяма част от армията си. Той изпраща част от армията си в битката и войската му претъпява тежки загуби, но общата му армия е достатъчно голяма, за да нанесе още едно нападение над Византия. Хърватско-българската война не продължава в голям мащаб и не следват никакви териториални промени, а мирът е сключен след смъртта на Симеон през 927 г. През 927 г. папа Йоан X изпраща легати, които да посредничат между хървати и българи.
Симеон умира през май 927 г. Неговият син и наследник Петър I подновява войната с Византия и сключва мир същата година. Византийските източници споменават, че причината за това са опасенията на Петър да не би съседите му (унгарци, византийци и хървати) да се възползват от смъртта на Симеон, нападайки България.